# Brian Charlesworth
Brian Charlesworthn (29 aprile 1945) è un biologo britannico.
È membro della Royal Society ed editore della rivista scientifica Biology Letters.

## Biografia
Brian Charlesworth ha ottenuto il Bachelor of Arts al Queens' College di Cambridge nel 1960 discutendo una tesi in genetica. Fra il 1971 e il 1974 ha effettuato numerosi stages post dottorato all'Università di Chicago e all'Università di Liverpool e fra il 1974 e il 1982 ha frequentato il laboratorio di John Maynard Smith all'Università del Sussex. Dal 1985 al 1997 ha poi ricoperto l'incarico di professore di ecologia ed evoluzione all'Università di Chicago.
È diventato membro della Royal Society nel 1991 ed ha vinto la medaglia Darwin nel 2000 con la motivazione che i suoi lavori sull'evoluzione di sistemi genetici sono importanti sia per il contributo teorico che per quello sperimentale. Dal 1997, è diventato professore presso l'Istituto di biologia dell'evoluzione dell'Università di Edimburgo.
È sposato con Deborah Charlesworth, biologa e membro della Royal Society.

## Contributi scientifici
Brian Charlesworth si occupa dell'evoluzione genetica utilizzando la drosofila come modello. Ha condotto numerosi studi teorici sull'invecchiamento e sull'evoluzione della ricombinazione dei cromosomi sessuali.